# The Mansion
The Mansion (pt:A Mansão) é uma mansão do famoso produtor musical Rick Rubin em Los Angeles, construída em 1918. Após a gravação de Blood Sugar Sex Magik dos Red Hot Chili Peppers com considerável facilidade e conforto, Rubin decidiu gravar neste local muitos dos álbuns que produziu, incluindo Stadium Arcadium do Red Hot Chili Peppers, Vol. 3: The Subliminal Verses do Slipknot, Out of Exile de Audioslave, De-Loused in the Comatorium do The Mars Volta e Minutes to Midnight do Linkin Park.
Desde 1991, os Red Hot Chili Peppers regressaram à mansão em diversas ocasiões: as faixas "Fortune Faded" e "Save the Population" do Greatest Hits de 2003, e mais recentemente o álbum Stadium Arcadium de 2006, foram gravados na mansão. Esta também pode ser vista no DVD Funky Monks dos Red Hot Chili Peppers, lançado em 1991.
Nas décadas de 1960 e 1970 muitos artistas famosos como Mick Jagger, David Bowie, Jimi Hendrix e The Beatles estiveram na mansão. Esta foi anteriormente pertencente a Harry Houdini, que aí viveu na década de 1920 após os anteriores donos a terem abandonado devido à morte de um homem que caiu da varanda.

## Rumores
Há rumores de que a mansão esteja assombrada. Artistas, como Cedric Bixler Zavala dos Mars Volta, afirmaram ver portas a abrirem-se quando se sabia que haviam sido previamente fechadas. Zavala também citou um local, a torre do sino, que a banda optou evitar enquanto lá vivia.
A banda metal de nove membros Slipknot reportou ter experienciado alguns eventos pouco habituais enquanto lá esteve a gravar o seu terceiro álbum, Vol. 3: (The Subliminal Verses). O baterista Joey Jordison afirma ter tido uma experiência perturbadora no sótão e nunca mais lá entrou outra vez. Para além dele, o vocalista Corey Taylor tirou fotografias de duas orbes a flutuar perto do termostato no seu quarto que mudavam a temperatura. 
Há rumores de que a casa está assombrada desde 1918, quando o filho do proprietário de uma loja de mobiliário empurrou o seu amante homossexual da varanda. A mansão é na verdade construída no local da velha mansão que ardeu nos finais da década de 1950 e que não foi reconstruída até anos mais tarde para ser usada como estúdio de gravação. Também durante a gravação de Blood Sugar Sex Magik dos Red Hot, mais acontecimentos anormais ocorreram. Em consequência, o baterista Chad Smith optou por não viver na casa durante as gravações. O álbum Blood Sugar Sex Magik também inclui uma fotografia de uma orbe estranha ou cara capturada durante uma fotografia de grupo, que a banda sugeriu poder ser um espírito na mansão.
The Mansion também surge na segunda temporada da série Californication, na qual o dono da casa é Lew Ashby, um famoso produtor musical (papel desempenhado por Callum Keith Rennie) que vive sozinho na sua torre de marfim.

## Gravações na Mansão
| Banda ou artista      | Álbum(ns) e/ou canção(ões)                  | Ano(s) de gravação |
| --------------------- | ------------------------------------------- | ------------------ |
| Red Hot Chili Peppers | Blood Sugar Sex Magik                       | 1991               |
| American Head Charge  | The War of Art                              | 2000 - 2001        |
| The Mars Volta        | De-Loused in the Comatorium                 | 2002 - 2003        |
| Red Hot Chili Peppers | Fortune Faded e Save the Population         | 2003               |
| Slipknot              | Vol. 3: (The Subliminal Verses)             | 2003               |
| Jay-Z                 | 99 Problems                                 | 2003               |
| Splash                | Stop Now                                    | 2003 - 2004        |
| System of a Down      | Mezmerize & Hypnotize                       | 2004               |
| Audioslave            | Out of Exile                                | 2004 - 2005        |
| Ours                  | Dancing for the Death of an Imaginary Enemy | 2005               |
| Red Hot Chili Peppers | Stadium Arcadium                            | 2005               |
| Linkin Park           | Minutes to Midnight                         | 2006 - 2007        |
| Maroon 5              | It Won't Be Soon Before Long                | 2006 - 2007        |
| Mýa                   | Liberation                                  | 2004 - 2007        |
| Jakob Dylan           | Seeing Things                               | 2008               |